# Tipton, Missouri
Tipton är en ort i Moniteau County i delstaten Missouri, USA.